# 카포 (영화)
카포(Kapo) 혹은 제로지대는 유고슬라비아에서 제작된 질로 폰테코르보 감독의 1960년 드라마, 전쟁 영화이다. 수잔 스트라스버그 등이 주연으로 출연하였다. 유대인 학살에 관해 다루었다.

## 출연

### 주연
- 수잔 스트라스버그
- 로랑 떼르지에프
- 엠마누엘 리바

### 조연
- 디디 페레고
- 기아니 가르코
- 파올라 피타고라